# تپه گاوداری سیاه بید علیا
تپه گاوداری سیاه بید علیا مربوط به دوران پارینه‌سنگی جدید است و در شهرستان کرمانشاه، بخش مرکزی، دهستان دورود فرامان، ۱ کیلومتری جنوب شرق روستای سیاه بید علیا، ۱ کیلومتری شمال غرب روستای گاکیه واقع شده و این اثر در تاریخ ۱۸ اسفند ۱۳۸۷ با شمارهٔ ثبت ۲۴۹۱۴ به‌عنوان یکی از آثار ملی ایران به ثبت رسیده است.